# Max Pauly
Max Pauly (ur. 1 czerwca 1907 w Wesselburen, zm. 8 października 1946) – zbrodniarz hitlerowski, SS-Standartenführer, komendant obozów koncentracyjnych Stutthof (od 2 września 1939 do 31 sierpnia 1942) i Neuengamme (od września 1942 do wyzwolenia obozu przez aliantów). Odznaczony Złotą Odznaką NSDAP.
Był synem właściciela sklepu z artykułami gospodarstwa domowego. Po ukończeniu szkoły podstawowej odbył praktykę jako sprzedawca w sklepie z narzędziami w swoim rodzinnym mieście. Po śmierci ojca w 1928 roku przejął sklep z artykułami gospodarstwa domowego. W 1930 roku poślubił córkę handlarza bydłem i został ojcem pięciorga dzieci.
Max Pauly został członkiem SA i NSDAP pod koniec 1928 r. ( nr członkowski 106.204), a na początku maja 1930 r. przeszedł z SA do SS (nr SS 5448).
Max Pauly był jednym z kierujących egzekucją pocztowców gdańskich w dniu 5 października 1939, pojmanych 1 września 1939 po zakończonej obronie Poczty Polskiej w Gdańsku, co potwierdziły zeznania świadków tych wydarzeń. Po wojnie zasiadł na ławie oskarżonych w pierwszym procesie załogi KL Neuengamme przed Brytyjskim Trybunałem Wojskowym. Akt oskarżenia nie obejmował zbrodni popełnionych w KL Stutthof. 3 maja 1946 Pauly skazany został na karę śmierci przez powieszenie. Wyrok wykonano w październiku tego samego roku.